# Aéroport de Rio de Janeiro/Santos-Dumont
Pour les articles homonymes, voir Santos Dumont (homonymie).
L'aéroport Santos-Dumont (en portugais: Aeroporto Santos Dumont) (code IATA : SDU • code OACI : SBRJ) est un aéroport situé à Rio de Janeiro, au Brésil.
C'est le second aéroport de la ville de Rio de Janeiro, derrière l'aéroport international du Galeão. Cet aéroport dessert des liaisons régionales avec d'autres villes du Brésil et notamment avec São Paulo. Pendant longtemps, il y eut une liaison par un système dit de navette entre l'aéroport de Congonhas à São Paulo et celui Santos-Dumont à Rio de Janeiro, analogue à la liaison entre New York et Washington aux États-Unis, desservie tour à tour par les principales compagnies de transport aérien brésiliennes. 
L'aéroport Santos-Dumont est situé à deux kilomètres du centre de la ville de Rio. Son nom honore la mémoire d'Alberto Santos-Dumont, pionnier franco-brésilien de l'aviation qui vécut longtemps à Paris.
L'aéroport Santos Dumont est administré par Infraero. Sa plus grande piste est courte (1 323 m). Il peut accueillir un CRJ-1000 ou un A318, mais aussi un B-737-800.
Le gouvernement de Jair Bolsonaro met en vente l'aéroport en 2021, soulignant que celui-ci est « extrêmement rentable ».

## Situation
| \| 200 km1:42 212 000 \| São Paulo-Guarulhos São Paulo-Congonhas Brasília Rio-Galeão Belo Horizonte Campinas Rio-Santos-Dumont Recife Porto Alegre Salvador Fortaleza Curitiba Florianópolis Belém Vitória Goiânia Manaus Navegantes |
| 200 km1:42 212 000 |

## Statistiques
Pour des raisons techniques, il est temporairement impossible d'afficher le graphique qui aurait dû être présenté ici.

Voir la requête brute et les sources sur Wikidata.

## Compagnies et destinations
| Compagnies              | Destinations                                                                 |
| ----------------------- | ---------------------------------------------------------------------------- |
| Azul Brazilian Airlines | Belo Horizonte, São Paulo/Campinas, São Paulo/Congonhas, São Paulo/Guarulhos |
| Gol Airlines            | Brasília, São Paulo/Congonhas                                                |
| LATAM Brasil            | Brasília, São Paulo/Congonhas, São Paulo/Guarulhos, Vitória                  |
| Voepass Linhas Aéreas   | Ribeirão Preto (en)                                                          |

Édité le 27/02/2020  Actualisé le 26/12/2023